# Parafia Najświętszego Serca Jezusowego w Lipnikach
Parafia pw. Najświętszego Serca Jezusowego w Lipnikach – parafia rzymskokatolicka należąca do dekanatu Kadzidło, diecezji łomżyńskiej, metropolii białostockiej. Erygowana w 1838 roku. Jest prowadzona przez księży diecezjalnych.

## Obszar parafii
W granicach parafii znajdują się miejscowości:
- Lipniki,
- Baba (część wsi),
- Dawia,
- Szafranki
- Tartak[1].

## Historia

### Starania o utworzenie parafii
Teren obecnej parafii Lipniki należał najpierw do parafii w Nowogrodzie, a od 1740 do parafii w Kadzidle. Księża z Kadzidła dojeżdżali do Lipnik najwyżej kilka razy w roku. Odprawiali msze i słuchiwali spowiedzi w specjalnie przygotowanych stodołach. W 1755 biskup Józef Eustachy Szembek podczas wizytacji parafii Kadzidło odwiedził Lipniki. W odpowiedzi na prośby mieszkańców uskarżających się na trudności w dotarciu na nabożeństwa w Kadzidle (głównie przez wylewy rzeki Szkwy) wydał zezwolenie na budowę kościoła oraz poświęcił ziemię pod założenie cmentarza. W 1775 podczas wizytacji generalnej do Lipnik przybył przedstawiciel biskupa płockiego, który potwierdził zgodę na budowę kościoła i dodatkowo zezwolił na budowę domu dla księdza. Kapłan miał pełnić posługę pod kierunkiem proboszcza z Kadzidła. Prawdopodobnie w latach 1778–1784 w Lipnikach powstała pierwsza drewniana kaplica.
Pierwsze nieskuteczne próby utworzenia samodzielnej parafii podjęto w 1808. Władze świeckie i duchowne zajęły się na nowo sprawą w 1820. Naddzierżawca ekonomii nowogrodzkiej Rowicki wystosował wtedy pismo do Komisji Województwa Augustowskiego, w którym zgłaszał chęć pomocy w sprowadzeniu do Lipnik księdza. Propoował przeznaczenie budynków z likwidowanego wójtostwa lipnickiego na utrzymanie kapłana. 30 czerwca 1824 oddelegowani ze strony kościelnej i świeckiej uczestnicy spotkania w Lipnikach debatowali nad możliwym źródłem utrzymania księdza (znów pojawiła się propozycja przekazania budynków wójtostwa), koniecznością dostosowania kościelnego podziału administracyjnego do państwowego i po raz pierwszy nad zasięgiem terytorialnym planowanej parafii. Dyskutowano o wydzieleniu z parafii Kadzidło wsi: Baba, Brzozowa, Czarnia, Lipniki, Plewki, Szafranki, Tartak, Złota Góra, z parafii Myszyniec: Dawia, z parafii Nowogród: Gawrychy, Kuzie, Popiołki, Wyk. Mieszkańcy wiosek podlegających pod parafię w Nowogrodzie odmówili zmiany parafii. W 1834 Komisja Rządowa Przychodów i Skarbu odmówiła bezpłatnego przekazania wójtostwa na rzecz mającego zjawić się w Lipnikach księdza. W kolejnym roku sprawę utworzenia parafii przekazano Komisji Rządowej Spraw Wewnętrznych, Duchownych i Oświecenia Publicznego. Rada Administracyjna Królestwa Polskiego zatwierdziła kwotę 28 574 złotych polskich i 26 groszy na budowę kościoła i zabudowań parafialnych. Z dniem 21 lutego 1837 przekazano 1000 złotych polskich rocznie na utrzymanie plebana. 28 marca 1838 biskup augustowski wystosował prośbę do biskupa płockiego o zrzeczenie się wiosek mających wejść w skład nowej parafii. Do Lipnik 1 maja 1838 wydelegowano ks. Jana Kondradzkiego. 20 maja 1838 erygowano nową parafię.